# Галлимар
«Галлима́р» (Издательство Галлима́ра, фр. Éditions Gallimard) — крупнейший французский независимый издательский дом и одно из крупнейших издательств художественной литературы в мире. Основано в 1911 году Гастоном Галлимаром. С 1992 года входит в состав издательского холдинга Groupe Madrigall, принадлежащего нынешнему директору издательства Антуану Галлимару.

## История
Издательство основано в 1911 году писателями Андре Жидом, Жаном Шлюмберже и издателем Гастоном Галлимаром. Изначально оно представляло собой издательство литературного журнала «Нувель Ревю Франсез» и носило соответствующее название — «Эдисьон де ла Нувель Ревю Франсез» (фр. Éditions de la Nouvelle Revue française). Название «Галлимар» (Librairie Gallimard) оно получило лишь в 1919 году.
С 1929 года издательство располагается в купленном Галлимаром здании в квартале Сен-Жермен-де-Пре 7-го округа Парижа по адресу улица Себастьяна Боттена (фр.), дом 5. В июне 2011 года, по случаю столетия издательского дома большая часть улицы была переименована городской мэрией в улицу Гастона Галлимара (фр.).
В настоящее время издательство возглавляет Антуан Галлимар, внук основателя. Ему также принадлежит издательский холдинг Groupe Madrigall, частью которого является «Галлимар». В группе «Галлимар», в свою очередь, числятся издательства «Деноэль», «Галлимар жёнесс», «Меркюр де Франс», «Фютюрополис», «Табль ронд», «Содис».

## Издательская деятельность
Первыми авторами, опубликованными «Галлимаром», были Андре Жид, Поль Клодель, Валери Ларбо и Роже Мартен дю Гар. Впоследствии в издательстве печатались произведения крупнейших французских (Пруст, Монтерлан, Мальро, Гари, Кессель, Сент-Экзюпери, Бретон, Элюар, Арагон, Сартр, Камю, Турнье, Модиано, Ле Клезио, Селин) и зарубежных (Харди, Конрад, Хемингуэй, Дос Пассос, Фолкнер, Стейнбек) авторов.
В 1920—1930-е годы в издательстве публиковались многие русские эмигранты, такие как Зинаида Гиппиус, нобелевский лауреат 1933 года Иван Бунин, Алексей Ремизов и др.

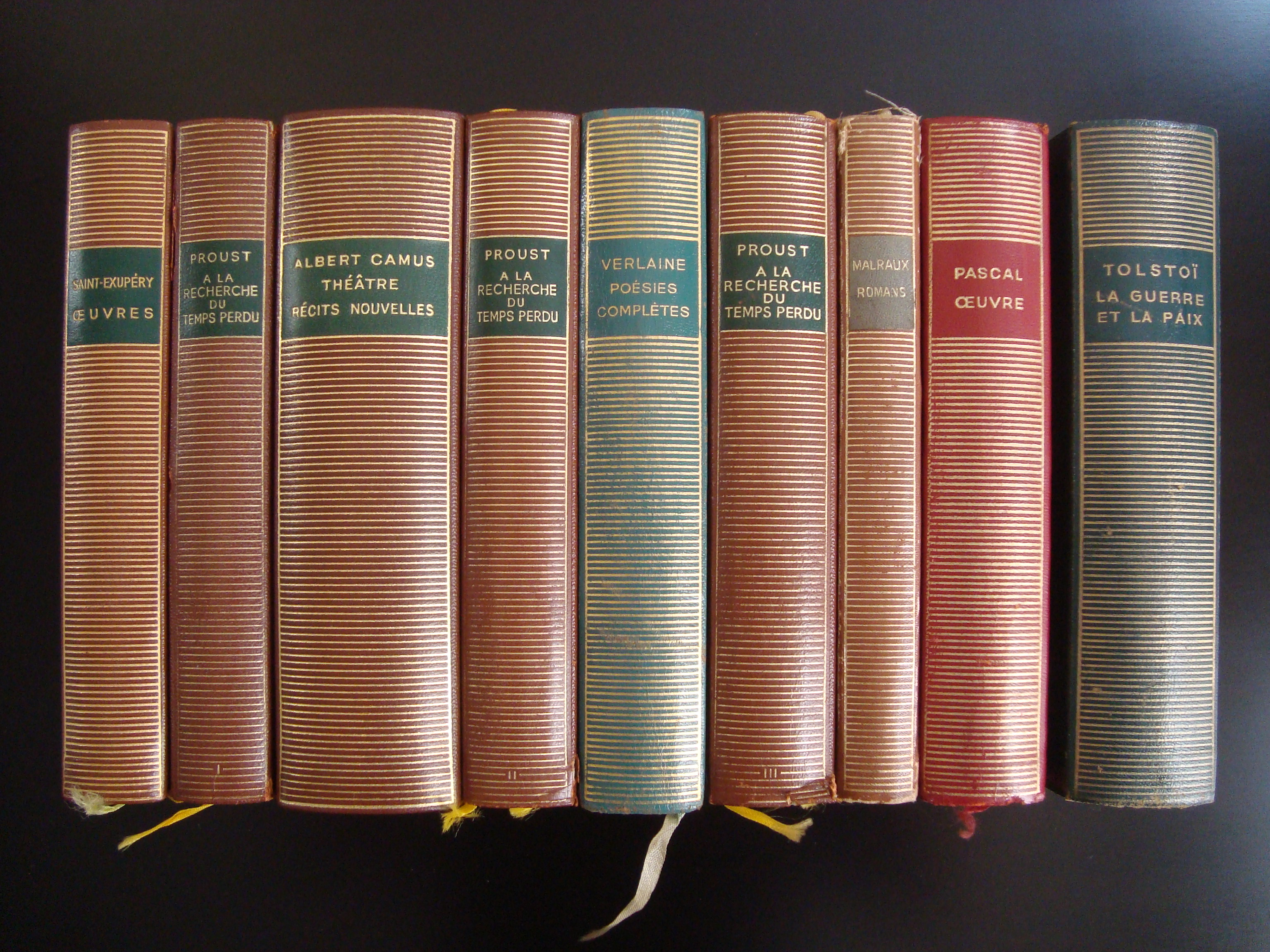
Книги серии «Библиотека Плеяды»

С 1930-х годов «Галлимар» выпускает одну из самых престижных книжных серий Франции — «Библиотеку Плеяды». Она отличается тщательным подбором авторов и текстов, роскошным оформлением и обширным справочным аппаратом. По данным на сентябрь 2019 года в серии вышло 676 книг 224 авторов, в том числе произведения русских классиков: Толстого, Достоевского, Гоголя, Чехова, Пушкина, Лермонтова и др.
Многие романы, издаваемые «Галлимаром», отмечаются престижными литературными премиями (Гонкуровской и др.). В связи с этим во французских литературных кругах получило распространение шуточное словослияние Galligrasseuil (произносится «Галлиграссёй»), образованное из первых слогов названий трёх крупнейших французских издательств художественной литературы — «Галлимар», «Грассе» и «Сёй» — и обозначающее вымышленное издательство, чьи романы заведомо получат очередную премию.
Помимо художественной литературы, «Галлимар» издаёт энциклопедии и словари, литературу по общественным и гуманитарным наукам, религии и искусству. Издательство публикует также литературно-политический журнал «Les temps modernes» и крупнейший литературный журнал «Нувель ревю франсез». На 2019 год в каталоге издательства числится около 40 000 наименований, 9000 авторов и 240 серий литературы и эссеистики.